# Larisa Kurkina
Larisa Nikolaevna Kurkina (in russo Лариса Николаевна Куркина?; Brjansk, 18 dicembre 1973) è un'ex fondista russa.

## Biografia
In Coppa del Mondo esordì il 4 gennaio 2003 a Kavgolovo (52ª), ottenne il primo podio il 14 dicembre successivo a Davos (3ª) e la prima vittoria il 7 febbraio 2004 a La Clusaz.
In carriera prese parte a un'edizione dei Giochi olimpici invernali, Torino 2006 (19ª nella 10 km, 1ª nella staffetta) e a una dei Campionati mondiali, vincendo una medaglia.

## Palmarès

### Olimpiadi
- 1 medaglia:
  - 1 oro (staffetta a Torino 2006)

### Mondiali
- 1 medaglia:
  - 1 argento (staffetta a Oberstdorf 2005)

### Coppa del Mondo
- Miglior piazzamento in classifica generale: 17ª nel 2004
- 7 podi (tutti a squadre):
  - 2 vittorie
  - 1 secondi posti
  - 4 terzi posti

#### Coppa del Mondo - vittorie
| Data             | Località      | Nazione | Spec.                                                                 |
| ---------------- | ------------- | ------- | --------------------------------------------------------------------- |
| 7 febbraio 2004  | La Clusaz     | Francia | 4x5 km (con Lilija Vasil'eva, Ekaterina Voroncova e Ol'ga Zav'jalova) |
| 12 dicembre 2004 | Val di Fiemme | Italia  | 4x5 km (con Natal'ja Baranova, Evgenija Medvedeva e Julija Čepalova)  |